# Fudbalski Klub Sileks Kratovo
Il Fudbalsi Klub Sileks Kratovo (in macedone Фудбалски клуб Силекс Кратово?), meglio noto come Sileks Kratovo, è una società calcistica macedone con sede nella città di Kratovo. Milita nella Prva liga, la massima serie del campionato macedone di calcio.
Il club gioca le partite casalinghe allo Stadio Sileks di Kratovo.

## Palmarès

### Competizioni nazionali
- Campionato macedone: 3

1995-1996, 1996-1997, 1997-1998
- Coppa di Macedonia: 3

1993-1994, 1996-1997, 2020-2021
- Vtora Liga: 2

2013-2014, 2021-2022

### Altri piazzamenti
- Treća Liga:

Secondo posto: 1991-1992 (girone est)
- Campionato macedone:

Secondo posto: 1992-1993, 1993-1994, 1994-1995, 1998-1999, 2003-2004, 2019-2020, 2024-2025
Terzo posto: 2015-2016
- Coppa di Macedonia:

Finalista: 1994-1995, 2021-2022
Semifinalista: 1997-1998, 1998-1999, 2002-2003, 2004-2005, 2005-2006, 2013-2014

## Organico

### Rosa 2017-2018
Aggiornata al 1º gennaio 2018.
| N. |                               | Ruolo | Calciatore                           |
| -- | ----------------------------- | ----- | ------------------------------------ |
| 1  | Macedonia del Nord (bandiera) | P     | Blagojce Ivanov                      |
| 3  | Serbia (bandiera)             | D     | Dejan Blagojević                     |
| 4  | Macedonia del Nord (bandiera) | C     | Blagoj Gucev                         |
| 5  | Macedonia del Nord (bandiera) | D     | Stojan Stojcevski                    |
| 6  | Macedonia del Nord (bandiera) | D     | Dejan Velevski                       |
| 7  | Macedonia del Nord (bandiera) | A     | Boban Georgiev                       |
| 8  | Macedonia del Nord (bandiera) | C     | Todor Nikolovski                     |
| 9  | Serbia (bandiera)             | A     | Miloš Đorđević                       |
| 10 | Macedonia del Nord (bandiera) | C     | Kristijan Filipovski (vice-capitano) |
| 11 | Brasile (bandiera)            | A     | Antonio Marcos                       |
| 12 | Macedonia del Nord (bandiera) | A     | Darijo Trajanovski                   |
| 13 | Macedonia del Nord (bandiera) | D     | Filip Gligorov                       |
| 14 | Macedonia del Nord (bandiera) | A     | Gligor Gligorov                      |

| N. |                               | Ruolo | Calciatore               |
| -- | ----------------------------- | ----- | ------------------------ |
| 16 | Macedonia del Nord (bandiera) | A     | Darko Dodev              |
| 17 | Macedonia del Nord (bandiera) | A     | Dimitar Ivanov           |
| 20 | Macedonia del Nord (bandiera) | A     | Filip Timov              |
| 22 | Macedonia del Nord (bandiera) | D     | Angelce Timovski         |
| 23 | Serbia (bandiera)             | D     | Igor Filipović           |
| 25 | Macedonia del Nord (bandiera) | P     | Dejan Panovski           |
| 26 | Macedonia del Nord (bandiera) | C     | Slagjan Mitevski         |
| 27 | Serbia (bandiera)             | P     | Milan Mitrović           |
| 45 | Macedonia del Nord (bandiera) | A     | Darko Aleksovski         |
| 55 | Macedonia del Nord (bandiera) | C     | Marjan Mickov (capitano) |
| 99 | Macedonia del Nord (bandiera) | A     | Antonio Bujcevski        |
|    | Macedonia del Nord (bandiera) | P     | Goran Trajkovski         |
|    | Macedonia del Nord (bandiera) | C     | Gjorgi Tanusev           |

### Rosa 2015-2016
| N. |                               | Ruolo | Calciatore                   |
| -- | ----------------------------- | ----- | ---------------------------- |
| 2  | Macedonia del Nord (bandiera) | C     | Marjan Mickov                |
| 3  | Macedonia del Nord (bandiera) | D     | Tome Janev                   |
| 4  | Macedonia del Nord (bandiera) | C     | Ilija Jakov                  |
| 5  | Serbia (bandiera)             | D     | Stefan Rudan                 |
| 6  | Macedonia del Nord (bandiera) | D     | Aleksandar Bagashovski       |
| 8  | Macedonia del Nord (bandiera) | C     | Krste Todorov                |
| 10 | Macedonia del Nord (bandiera) | A     | Stojanco Velinov             |
| 11 | Macedonia del Nord (bandiera) | A     | Nikolcho Georgiev (capitano) |
| 12 | Macedonia del Nord (bandiera) | P     | Trajche Nikov                |
| 14 | Macedonia del Nord (bandiera) | C     | Filip Duranski               |
| 15 | Serbia (bandiera)             | D     | Momčilo Rudan                |
| 19 | Macedonia del Nord (bandiera) | A     | Aleksandar Panovski          |
| 20 | Serbia (bandiera)             | A     | Igor Nedeljković             |

| N. |                               | Ruolo | Calciatore          |
| -- | ----------------------------- | ----- | ------------------- |
| 22 | Macedonia del Nord (bandiera) | D     | Angelche Timovski   |
| 23 | Macedonia del Nord (bandiera) | D     | Gjorgje Djonov      |
|    | Serbia (bandiera)             | P     | Filip Pjevac        |
|    | Macedonia del Nord (bandiera) | P     | Goran Simov         |
|    | Macedonia del Nord (bandiera) | D     | Lorenco Nikolovski  |
|    | Macedonia del Nord (bandiera) | C     | Andrej Acevski      |
|    | Macedonia del Nord (bandiera) | C     | Ivan Nasevski       |
|    | Macedonia del Nord (bandiera) | C     | Kirche Ristevski    |
|    | Macedonia del Nord (bandiera) | C     | Roberto Stojkov     |
|    | Macedonia del Nord (bandiera) | A     | Blagojche Glavevski |
|    | Macedonia del Nord (bandiera) | A     | Marjan Kotevski     |
|    | Macedonia del Nord (bandiera) | A     | Boban Marikj        |
|    | Serbia (bandiera)             | A     | Neven Radaković     |

## Partecipazioni alle Coppe europee
| Stagione  | Competizione          | Turno          | Nazione             | Club                | Risultato in casa | Risultato in trasferta |
| --------- | --------------------- | -------------- | ------------------- | ------------------- | ----------------- | ---------------------- |
| 1995-1996 | Coppa delle Coppe     | Qualificazioni | Ungheria (bandiera) | Vác                 | 1-1               | 3-1                    |
| 1995-1996 | Coppa delle Coppe     | 1º Turno       | Germania (bandiera) | Borussia M'gladbach | 0-3               | 2-3                    |
| 1996-1997 | Coppa UEFA            | 1º Turno       | Islanda (bandiera)  | ÍA Akraness         | 0-2               | 1-0                    |
| 1997-1998 | UEFA Champions League | 1º Turno       | Israele (bandiera)  | Beitar Gerusalemme  | 1-0               | 0-3                    |
| 1998-1999 | UEFA Champions League | 1º Turno       | Belgio (bandiera)   | Club Bruges         | 0-0               | 1-2                    |
| 1999-2000 | Coppa UEFA            | Qualificazioni | Ucraina (bandiera)  | Šachtar             | 1-3               | 2-1                    |
| 2004-2005 | Coppa UEFA            | 1º Turno       | Slovenia (bandiera) | Maribor             | 0-1               | 1-1                    |